# NGC 3132
NGC 3132（Caldwell 74）は、ほ座にある明るくよく研究された惑星状星雲である。地球からの距離は約2000光年と推定されている。別名をEight-Burst Nebula 、南のリング星雲（Southern Ring Nebula ）とも言う。

## 惑星状星雲核
NGC 3132の画像では、星雲の中央に近接した10等級と16等級の2つの恒星が見える。2つのうち暗い方が白色矮星の惑星状星雲核である。この約10万度の熱い恒星は外層を吹き飛ばし、強い紫外線放射で星雲を輝かせている。